# Ӟ
Ӟ, ӟ е буква от кирилицата. Използва се в удмуртския език, където е 11-а буква от азбуката и обозначава звучната венечно-небна преградно-проходна съгласна /ʥ/ ([д͡жь]). Звукът наподобява мекото и звънко Ђ, използвано в сръбския език. Буквата е производна на кирилското З.

## Кодове
| Буква  | Уникод |
| ------ | ------ |
| Главна | U+04DE |
| Малка  | U+04DF |

В други кодировки буквата Ӟ отсъства.